# Winchell's Donuts

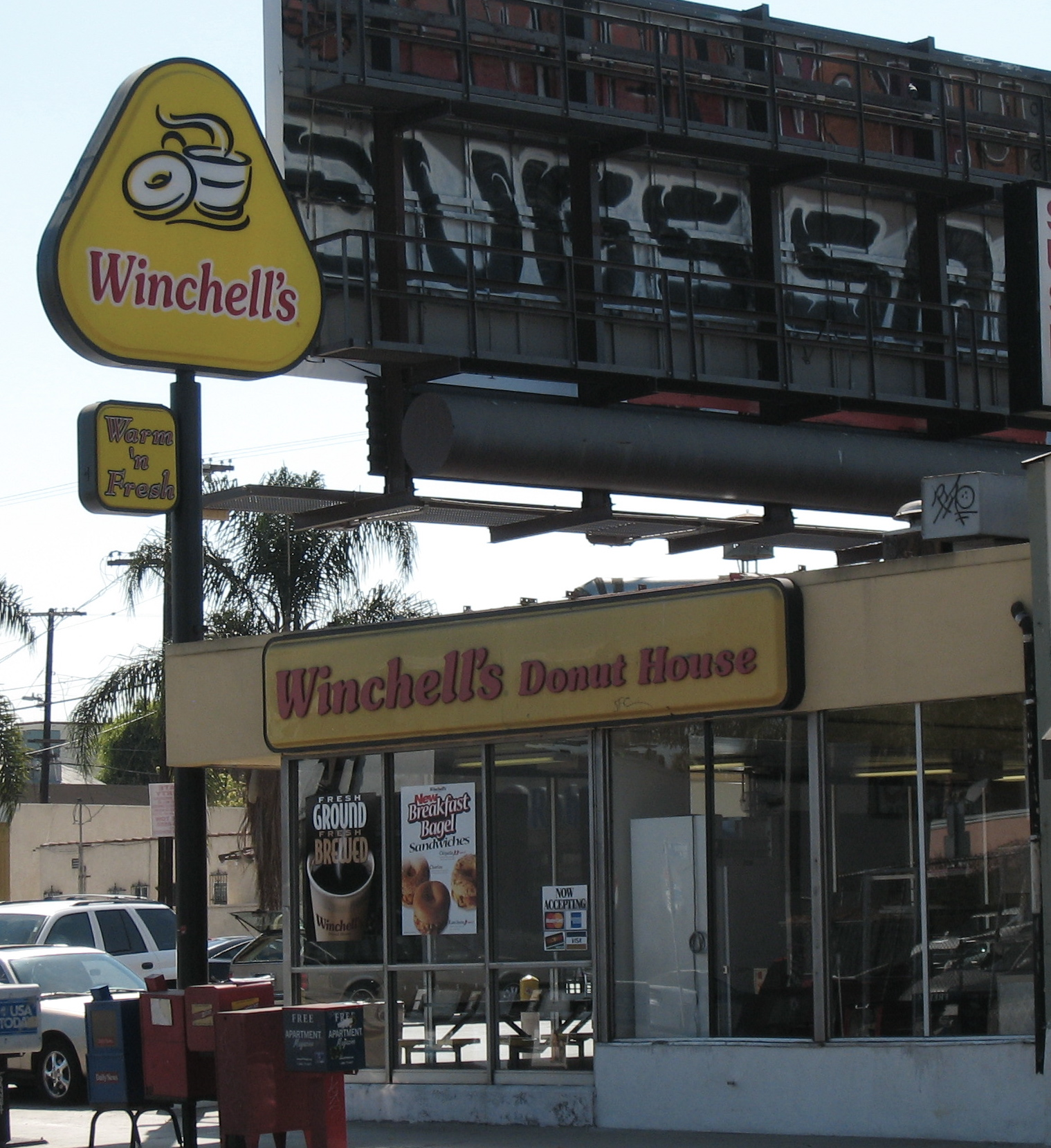
Establecimiento de Winchell's Donuts en Melrose (Los Ángeles - CA)

Winchell's Donuts es una empresa internacional de franquicia de rosquillas establecida por Verne Winchell el 8 de octubre de 1948, en Temple City, California, Estados Unidos.
Hasta el 2006, existían alrededor de 170 tiendas en 12 estados del oeste de Estados Unidos; así como en Guam, Saipán y Arabia Saudí.
Su sede se localiza en City of Industry, California.
Su eslogan ha sido: "Home of The Warm 'n Fresh Donut" (en español: Casa de las rosquillas calientes y frescas); y dice ser la compañía de donuts más grande de la Costa Oeste de Estados Unidos.
Winchell's ofrece 70 variedades de Rosquillas, como las "Rosquillas de Jalea".
También ofrecen otros productos de repostería como Croissants, Rollos de canela o Muffins.
También cuenta con una larga variedad de Bebidas, como café hecho con granos de Arabia, Capuchinos, Jugos de Naranja y Manzana, Leche, Té y Gaseosas
En el 2004 la compañía fue adquirida por Yum-Yum Donuts, una compañía que opera con 70 tiendas, sin embargo, las tiendas Winchell's siguen operando con el mismo nombre.